# بتا ماهی جنوبی
بتا ماهی جنوبی یک ستاره است که در صورت فلکی ماهی جنوب قرار دارد.